# Sarah Rachel Russell
Sarah Rachel Russell o Leverson o Levison, más conocida como Madame Rachel (c.1814 - 12 de octubre de 1880), fue una estafadora británica en el Londres de la época victoriana. Dirigía un destacado salón de belleza desde el que vendía fabulosos preparados, como su rocío de agua de roca magnética del desierto del Sahara. Ella personalmente garantizaba a sus clientas una juventud eterna gracias al uso de estos productos, elixires, polvos y cremas de nombres evocadores y opulentos que más tarde se revelaría que estaban compuestos simplemente por agua y salvado. Se haría conocida por chantajear a muchas esposas de la clase alta de Londres, en cuanto se retrasaban en el pago de los astronómicos precios.

## Vida
Nacida en una pobre familia de teatro judía en Londres alrededor de 1814, supuestamente prima del músico Henry Russell, estuvo casada con un asistente químico en Mánchester y en 1844 con Jacob Moses, quien la abandonó en 1846 y pereció ahogado cuando el Royal Charter se hundió en 1859. Vivió luego con Philip Levison, tomó el apellido de ély le dio seis hijos. Trabajó como vendedora de ropa de segunda mano y fue encarcelada brevemente por compras fraudulentas antes de empezar a vender cosméticos y artículos de tocador, usando desde 1860 un folleto de 24 páginas titulado Beautiful for Ever (Belleza para siempre).
Se publicitó ampliamente en periódicos y en revistas femeninas, por ejemplo, el 3 de marzo de 1859, apareció en el Morning Post la siguiente declaración: "Mujeres hermosas - Blanqueador de Madame Rachel y polvos árabes de flores solo se pueden obtener en la residencia de Madame Rachel, 480, New Oxford Street (frente a la Biblioteca Mudie). Todos los preparados, aunque puedan llevar el nombre y las etiquetas de Madame Rachel, si se obtienen en otro lugar que no sea la dirección antes mencionada, son espurios y decididamente nocivos."
Utilizando su salón de belleza como fachada, pudo chantajear a muchos miembros ricos y prominentes de la élite social londinense durante la década de 1860. Entre sus afirmaciones exageradas y a menudo fraudulentas, ofrecía a sus clientas al menos sesenta preparados, entre ellos una mezcla personal de polvos faciales supuestamente capaz de aportar suavidad, blancura y tersura a los cutis más maduros.
Sin embargo, continuó su participación en la prostitución, regentaba un burdel encima de su tienda, el fraude y el chantaje durante las décadas de 1860 y 1870. Detenida varias veces durante los años siguientes, fue juzgada por fraude en 1868. El primer juicio en agosto no fue concluyente y en un nuevo juicio en septiembre fue declarada culpable y sentenciada a cinco años de prisión, que cumplió principalmente en la prisión de Millbank, y fue liberada en 1872. Reanudó sus actividades y fue juzgada nuevamente por fraude en 1878 y sentenciada por el barón Huddleston a cinco años de prisión;  sin embargo, murió en la prisión de Woking el 12 de octubre de 1880 después de cumplir dos años.
Está enterrada en el cementerio judío de Willesden en Londres;  su tumba es difícil de encontrar y no tiene lápida.

## Familia
Su hija Helene Crossmond-Turner fue una soprano de ópera que superó el escándalo asociado con "Madame Rachel" y cantó con éxito en Inglaterra, América e Italia, especialmente en el papel de Aída en la ópera homónima de Verdi. El 22 de abril de 1888, tras una discusión con el productor Augustus Harris sobre un contrato para actuar en Covent Garden, en la que ella rompió el acuerdo y fue sustituida por cantantes alternativas, se pegó un tiro en la parte trasera de un taxi en Piccadilly Circus, falleciendo unas horas más tarde en el cercano Hospital St. George.